# Leertaste

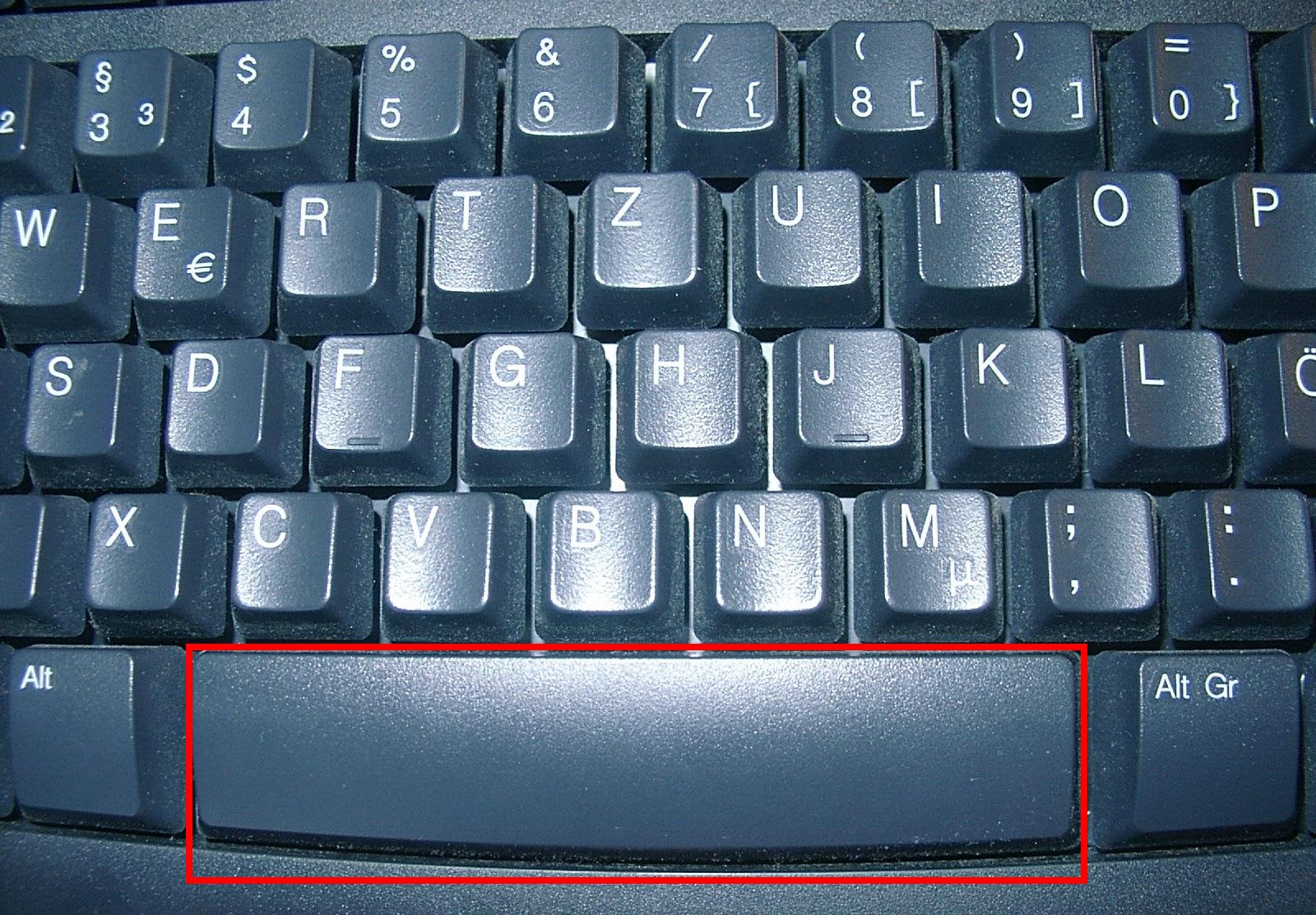
Leertaste auf deutschsprachiger Tastatur

Die Leertaste (auch Leerschritttaste) ist eine Taste der Computer-Tastatur und Schreibmaschinentastatur. Sie befindet sich auf der PC-Tastatur in der Mitte der untersten Tastenreihe, hat keinen Aufdruck und ist die breiteste Taste. Im Laufe der Zeit wurde sie jedoch durch das Einführen verschiedener anderer Tasten (Verlegung der Strg-Taste nach links unten, zweite Strg-Taste, zweite Alt-Taste bzw. AltGr-Taste, Windows-Taste, zweite Windows-Taste, Windows-Menütaste) immer mehr verkleinert. Die Leertaste fügt ein Leerzeichen in einen Text ein. Es hat den ASCII-Code dezimal 32, hexadezimal 0x20.
In den Dialogfenstern des Betriebssystems Windows kann man mit der Leertaste die Schaltfläche mit dem Fokus betätigen.
In Webbrowsern oder anderen Anzeigeprogrammen kann man mit der Leertaste oft seitenweise weiterblättern.
In Computerspielen ist meist die Funktion Springen damit belegt, Medienspielern dient sie häufig zum Starten oder Stoppen des Abspielvorganges.

## Regionalspezifische Namensgebungen
In Teilen der Schweiz wird die Leertaste auch umgangssprachlich als Leerschlagtaste bezeichnet. Diese Bezeichnung beruht darauf, dass man beim Schreiben auf der Schreibmaschine anstelle vom Tippen auch vom Anschlagen der Tasten spricht.
Im englischsprachigen Bereich spricht man von space bar, spacebar, space key oder abgekürzt nur von space.

## Verbreitete Tastenkombinationen
- Alt+Leertaste = Sprung ins Fenster-Menü
- Strg+⇧ +Leertaste = geschütztes Leerzeichen
- ⌘+Leertaste = Spotlight-Eingabefeld öffnen (Mac)